# Tanaostigmodes minutus
Tanaostigmodes minutus är en stekelart som beskrevs av Lasalle 1987. Tanaostigmodes minutus ingår i släktet Tanaostigmodes och familjen Tanaostigmatidae. Inga underarter finns listade i Catalogue of Life.